# 235 (プロレスラー)
235（ふみこ、1987年4月14日 - ）は、日本の女優、元女子プロレスラー。本名・佐藤 扶美子（さとう ふみこ）。愛知県一宮市出身。プロレスラーとしてはアイスリボンに所属していた。

## 経歴
アイスリボンの新人デビュープロジェクトに参加し、2012年11月23日の19時女子プロレス帯広さやかとエキシビション。
12月30日、リングネームが「235」に決まる。命名は同郷の296。
12月31日の後楽園ホール大会にて「新人6人タッグイリミネーション」でデビューするが、最初に敗退。
2013年1月3日、初の道場マッチに出場も、内藤メアリ、山口ルツコに連敗。
1月19日、初となる他団体選手との対戦としてラビット美兎（JWP）と対戦も、後方回転エビ固めに屈する。
2月11日、横浜大会で山口ルツコとシングル、しかしギブアップ負け。
2月13日、道場マッチで世羅りさと対戦、しかしエアーズロックに屈する。
3月31日、後楽園大会で大島くじらと対戦、ギブアップを奪い初勝利。
12月1日のプロレスサークル自主興行を以って志田光より同サークルのコーチを引き継いだが、2014年7月を最後に成宮真希に交代した。
2017年5月4日の横浜大会(1)にて引退を発表し、5月31日の道場マッチで15人掛け戦による引退試合を行った。引退後は女優に専念する。

## 得意技
- チャド共和国
  - オクラホマロールの形で入りジャーマンスープレックスホールドの形で固める丸め込み
- ダイビングクロスボディ